# Standbeeld van Karel van Anjou
Het standbeeld van Karel van Anjou is een marmeren beeld van de belangrijke middeleeuwse heerser Karel van Anjou. Het wordt vaak toegeschreven aan Arnolfo di Cambio, maar dit is niet onomstreden. Het twee meter hoge beeld is een van de eerste gebeeldhouwde portretten sinds de klassieke oudheid. Tegenwoordig maakt het deel uit van de collectie van de Capitolijnse Musea in Rome. 

## Voorstelling
Arnolfo di Cambio trad in 1277 in dienst van Karel van Anjou, op dat moment koning van Napels en Sicilië, maar ook senator in Rome. Voor die tijd had de kunstenaar onder leiding van Nicola Pisano gewerkt aan de preekstoel in de kathedraal van Siena. Het standbeeld van Karel van Anjou dat aan hem wordt toegeschreven, neemt een belangrijke plaats in de wedergeboorte van de laatklassieke portretkunst en zou als voorbeeld dienen voor andere koninklijke portretten in de renaissance.
De majesteitelijk gezeten koning toont zijn regalia, de scepter en de met edelstenen bezette kroon. In zijn linkerhand hield hij waarschijnlijk nog een rijksappel vast die verloren is gegaan. Deze iconografie verwijst naar gotische koningsbeelden uit Frankrijk. Daarnaast verwerkte Arnolfo di Cambio ook klassieke elementen, zoals de op de schouder samengebonden mantel van de koning en de curulische zetel waar hij op zit. De leeuwen aan weerszijden verwijzen naar de rechtspraak en Karels rang als senator. De beeldhouwer slaagde erin om Karel van Anjou als een kruising tussen een middeleeuwse koning en een Romeinse keizer af te beelden zonder daarbij diens individuele trekken uit het oog te verliezen.
Waarschijnlijk stond het beeld boven de deur van het tribunaal op de Capitolijn, de zetel van justitie. De ruw afgewerkte achterzijde doet vermoeden dat het beeld frontaal bekeken werd. Waarschijnlijk werd het omlijst door een driepasboog met twee herauten. Hiervan is slechts een detail bewaard gebleven. Onderzoek bracht aan het licht dat het beeld vroeger beschilderd was. 

## Afbeeldingen

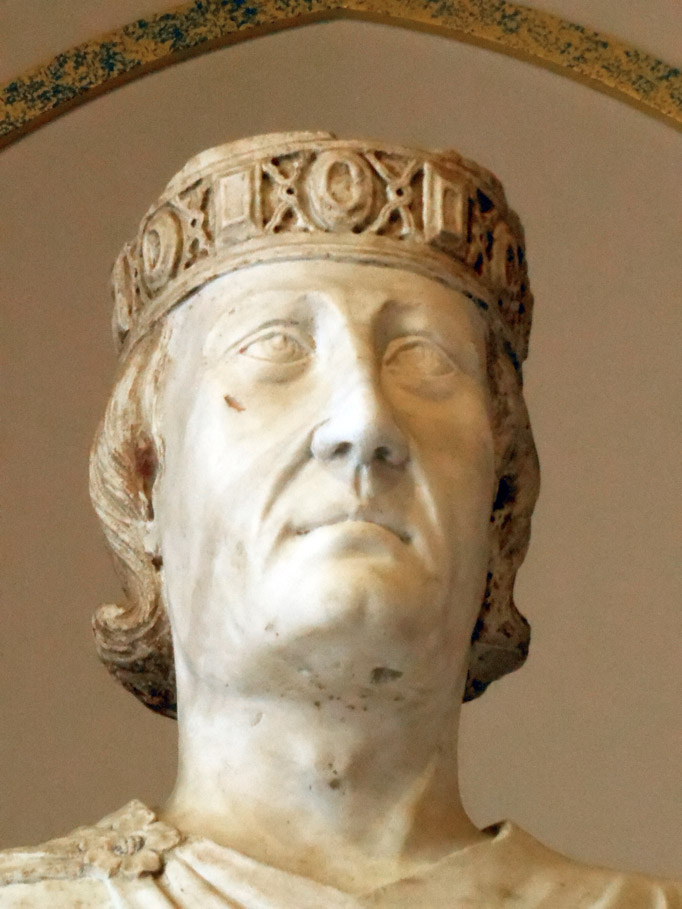
detail
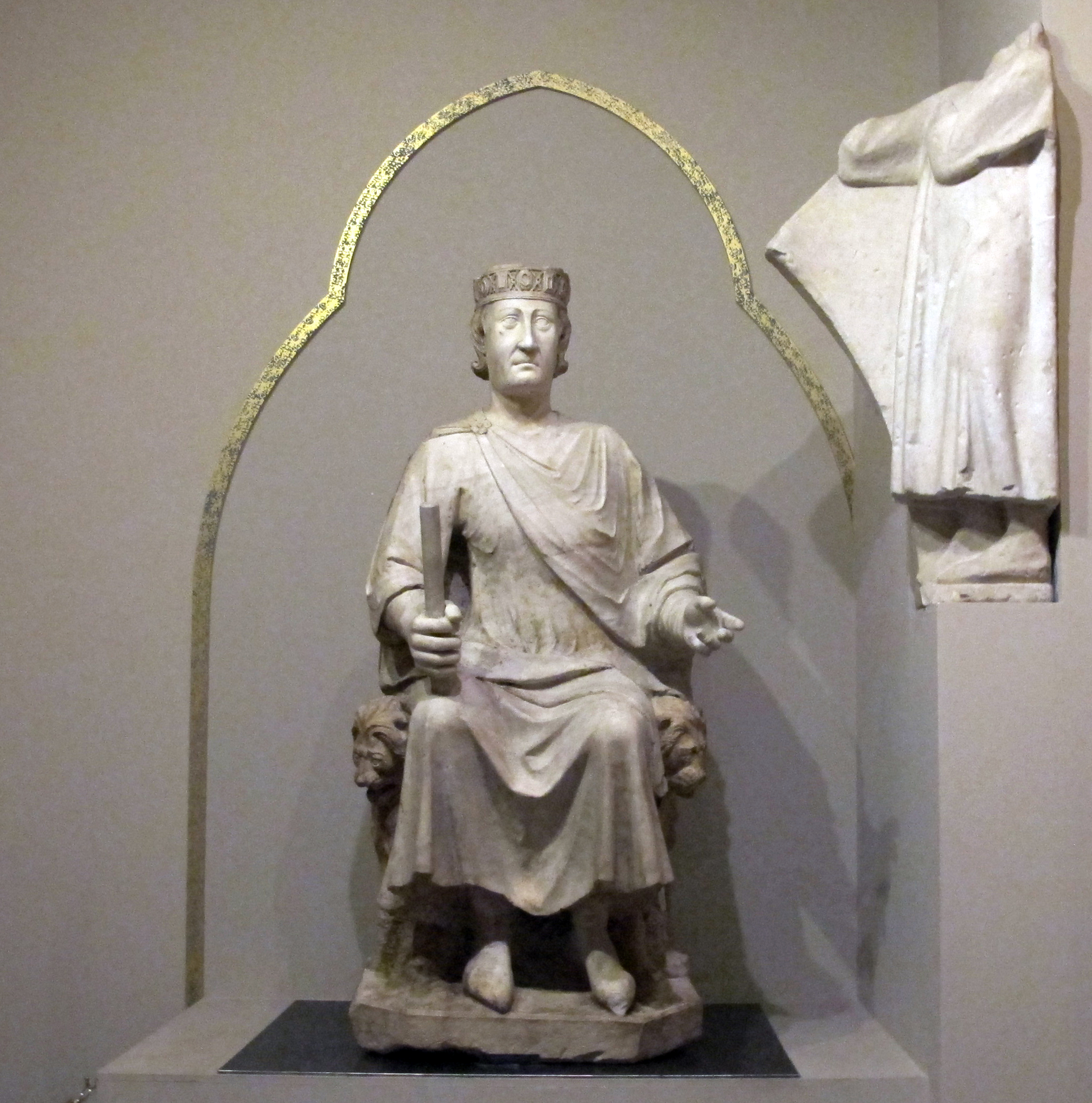
met omlijsting